# Šivaći stroj
Šivaći stroj je stroj namijenjen šivanju tekstila, kože, krzna i slično. Šivanjem se ostvaruje niz šivaćih uboda. Razlikuje se više tipova strojnih šivaćih uboda, za koje su konstruirane odgovarajuće izvedbe šivaćih strojeva. Tako se na primjer jednostruki lančani ubod oblikuje s pomoću igle, hvatala i jednoga iglenoga konca, a dvostruki lančani ubod s pomoću igle, hvatala i dvaju konaca, od kojih je jedan igleni, a drugi konac hvatala. Takav je i zrnčani ubod, koji također koristi dva konca, od kojih je jedan igleni (gornji), a drugi (donji) namotan je na vretence smješteno u hvatalu (čunak). Hvatalo zahvati petlju stvorenu na ušici igle i prebaci ju oko vretenca s donjim koncem. Prebacivanjem gornjega konca oko donjega tvori se zrnčani ubod. Takav ubod pretežito imaju kućanski šivaći strojevi.

## Povijest
Već je 1790. Englez Thomas Saint prijavio patent šivaćega stroja s osnovnim svojstvom današnjih šivaćih strojeva: vodoravnu radnu ploču iznad koje je bila ispružena ruka stroja, a na kraju ruke nalazila se igla kojoj je hod bio okomit na ploču. Oko 1834. američki mehaničar Walter Hunt izumio je stroj koji je imao iglu s ušicom na vršku i hvatalo. Do istoga konstrukcijskog rješenja došao je neovisno o Huntu i njegov zemljak Elias Howe, koji je 1846. patentirao svoj stroj. Usavršivši njihove izume, američki je izumitelj Isaac Merritt Singer 1850. konstruirao stroj koji je omogućio šivanje ravnih, okruglih i uglatih šavova, jednostavno rukovanje i neprekinuti šav. Istodobno je bio izumljen šivaći stroj s okretnim (rotirajućim) hvatalom, a 1851. patentiran je stroj s dvostrukim lančanim ubodom, te 1856. i stroj s jednostrukim lančanim ubodom. Iste je godine bio patentiran uređaj za porubljivanje primjenljiv na različitim šivaćim strojevima, a stroj za izradu rupica patentiran je 1882.

## Primjena
Suvremeni šivaći strojevi različitih su namjena, oblika i veličina, od onih s jednom iglom do strojeva s 200 igala. Brzine im se kreću od 40 do 7500 uboda u minuti, a mase su im od 1,5 do 1 300 kilograma. Kućanske šivaće strojeve pokreće čovjek (rukom ili nogom) ili danas najčešće elektromotor, a mogu biti obični ili univerzalni šivaći strojevi. Obrtnički šivaći strojevi čvršće su konstrukcije i većih brzina od kućanskih. Katkad su građeni posebno za neku određenu namjenu (šivanje šešira, krpanje obuće i slično). Industrijskih šivaćih strojeva ima najveći broj vrsta, a razlikuju se po operacijama, konstrukcijskim rješenjima, dodatnim uređajima i po velikom rasponu brzina.
U Hrvatskoj su najpoznatiji šivaći strojevi u domaćinstvima bili tipa "Singer" i "Pfaff". Domaće šivaće strojeve proizvodila je tvornica "Bagat" iz Zadra, koja je do 1990-ih bila među 5 vodećih proizvođača šivaćih strojeva u Europi, a zapošljavala je oko 3 500 radnika. 

## Vanjske poveznice
|  | Zajednički poslužitelj ima još gradiva o temi Šivaći strojevi |